# Fritz Zergiebel

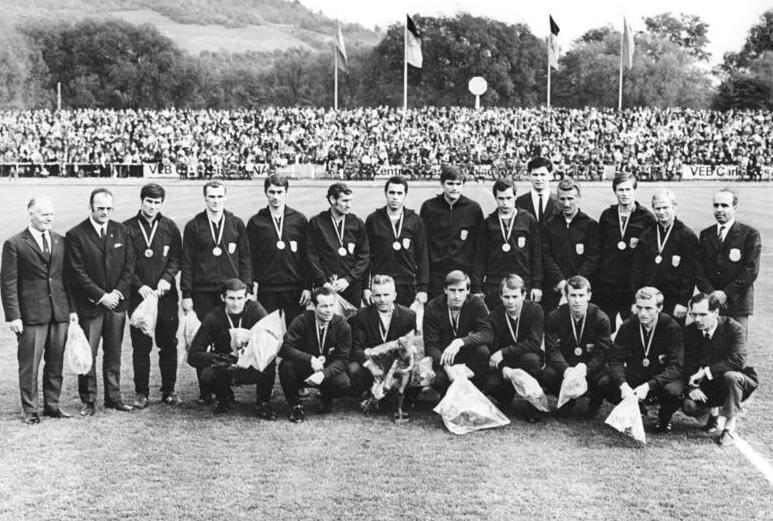
Fritz Zergiebel (hintere Reihe, erster von links) mit FC Carl Zeiss Jena im Jahr 1970

Fritz Zergiebel (* 1. September 1915; † 7. Oktober 2008 in Gera; auch Fritz Zerrgiebel) war ein deutscher Fußballspieler.

## Werdegang
Zergiebel begann seine Fußballkarriere 1927 als Zwölfjähriger im Geraer Stadtteil Pforten. 1933 wurde er Osterland-Meister mit Wacker Gera. Nach dem Zweiten Weltkrieg spielte er zunächst bei der Sportvereinigung Gera-Westvororte; 1949 stand er mit der BSG Gera-Süd im Finale des FDGB-Pokals. Von 1949 bis 1952 bestritt er für Gera insgesamt 81 Spiele in der DDR-Oberliga. Nach Beendigung seiner Spielerlaufbahn erwarb er an der Deutschen Hochschule für Körperkultur in Leipzig sein Trainerdiplom. Nach Trainerstationen u. a. in Hermsdorf, Jena und Aue (1955 bis 1958 Cotrainer beim SC Wismut Karl-Marx-Stadt, heute FC Erzgebirge Aue), fungierte er von 1960 bis 1972 als Assistenztrainer von Georg Buschner beim SC Motor Jena (ab 1966: FC Carl Zeiss Jena).